# Новосёлки (городское поселение Хотьково)
Новосёлки — село, бывшая деревня[уточнить] в Сергиево-Посадском районе Московской области России, входит в состав городского поселения Хотьково.

## Население
| 1859 | 1890 | 1899 | 1926 | 2002 | 2006 | 2010 |
| ---- | ---- | ---- | ---- | ---- | ---- | ---- |
| 46   | ↗82  | ↗85  | ↗88  | ↘21  | ↘13  | ↗15  |

## География
Деревня Новосёлки расположена на севере Московской области, в южной части Сергиево-Посадского района, у границы с Пушкинским районом, примерно в 39 км к северу от Московской кольцевой автодороги, 14,5 км к юго-западу от железнодорожной станции Сергиев Посад и 6,5 км к югу от железнодорожной станции Хотьково, по правому берегу реки Вори бассейна Клязьмы.
В 2,5 км юго-восточнее деревни проходит Ярославское шоссе М8, в 9,5 км к югу — Московское малое кольцо А107, в 21 км к северу — Московское большое кольцо А108, в 29 км к западу — Дмитровское шоссе А104. В 1,5 км западнее — пути Ярославского направления Московской железной дороги.
Ближайший сельский населённый пункт — деревня Антипино, ближайший остановочный пункт — железнодорожная платформа Калистово.
К деревне приписано восемь садоводческих товариществ (СНТ).

## История
В «Списке населённых мест» 1862 года Новое (Новоселки) — владельческое сельцо 1-го стана Дмитровского уезда Московской губернии по правую сторону Московско-Ярославского шоссе (из Ярославля в Москву), в 35 верстах от уездного города и 15 верстах от становой квартиры, при речке Воре, с 6 дворами и 46 жителями (21 мужчина, 25 женщин).
По данным на 1890 год — деревня Богословской волости 1-го стана Дмитровского уезда с 82 жителями.
В 1913 году — 10 дворов.
По материалам Всесоюзной переписи населения 1926 года — деревня Репиховского сельсовета Хотьковской волости Сергиевского уезда Московской губернии в 1,6 км от Ярославского шоссе и 7,5 км от станции Софрино Северной железной дороги, проживало 88 жителей (36 мужчин, 52 женщины), насчитывалось 14 крестьянских хозяйств.
С 1929 года — населённый пункт Московской области в составе:
- Репиховского сельсовета Сергиевского района (1929—1930)[14],
- Репиховского сельсовета Загорского района (1930—1954)[15][16],
- Митинского сельсовета Загорского района (1954—1963, 1965—1991)[17][18],
- Митинского сельсовета Мытищинского укрупнённого сельского района (1963—1965)[17],
- Митинского сельсовета Сергиево-Посадского района (1991—1994)[18],
- Митинского сельского округа Сергиево-Посадского района (1994—2006)[19],
- городского поселения Хотьково Сергиево-Посадского района (2006 — н. в.)[20][21].